# Conus flammeus
Conus flammeus é uma espécie de gastrópode do gênero Conus, pertencente a família Conidae.